# Оппидо-Мамертина
Оппидо-Мамертина (итал. Oppido Mamertina) — коммуна в Италии, располагается в регионе Калабрия, подчиняется административному центру Реджо-Калабрия.
Население составляет 5555 человек, плотность населения составляет 96 чел./км². Занимает площадь 58 км². Почтовый индекс — 89014. Телефонный код — 0966.
В коммуне 25 марта особо празднуется Благовещение Пресвятой Богородицы.